# Nikolaus Theiner

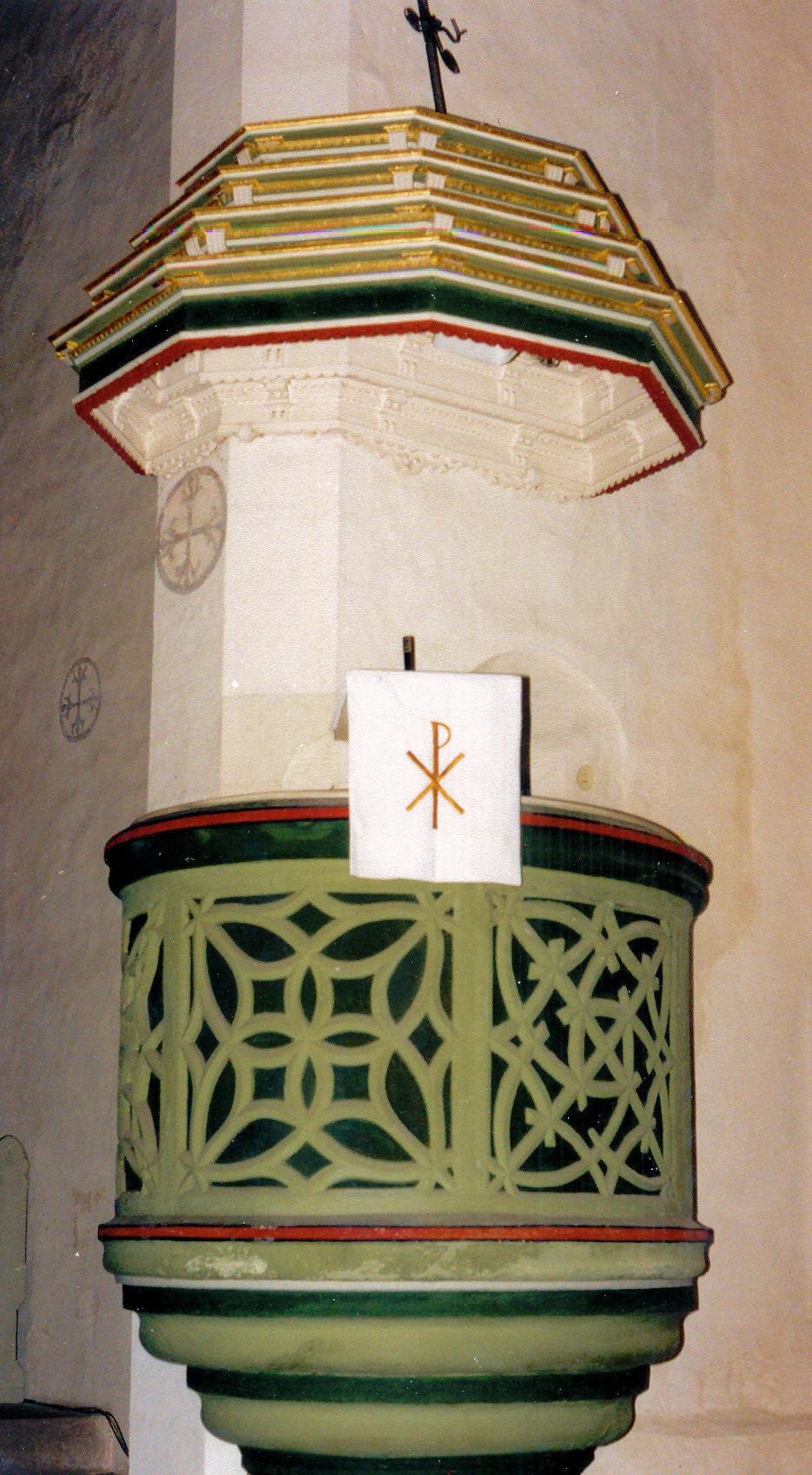
Stadtkirche Jena-Lobeda, Kanzel von Nikolaus Theiner d. Ä.

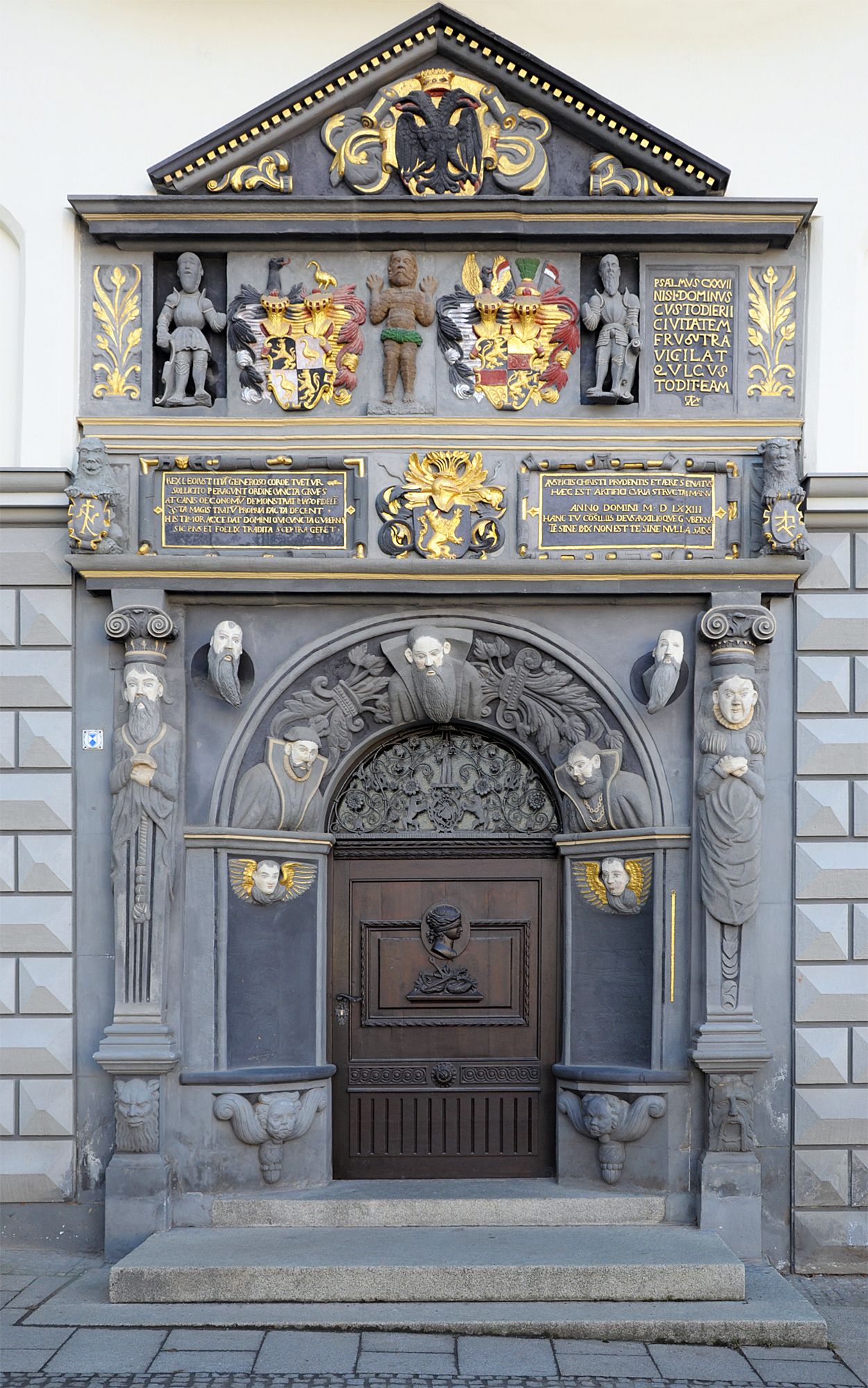
Das Rathausportal in Gera, rechts die Geraer Elle (0,572 m)

Nikolaus Theiner d. Ä. (* um 1535/40 in Lobeda; † 26. März 1620 in Weimar) war Steinmetz und Baumeister der Renaissance und wird in der zweiten Hälfte des 16. Jahrhunderts mehrfach in Jena und Umgebung nachgewiesen. Sein Zeichen: Ligatur aus den Buchstaben NTL – Nikolaus Theiner Lobedanus.
Nikolaus Theiner d. Ä. taucht erstmals in Urkunden der Stadt Lobeda im Jahre 1555 als „Wehrhafter“ auf. In Lobeda wird auch sein Sohn Nikolaus Theiner d.J. geboren (* Datum unbekannt, Ort: Lobeda; † 2. August 1648 in Weimar). Ab 1555 arbeitete er als Steinmetz und Bauleiter mit verschiedenen Wohnsitzen. Mit Sicherheit war Nikolaus Theiner d. Ä. Bürger der Städte Lobeda, Gera und Weimar. Von diesen Orten aus arbeitete er im Raum Mittelthüringen.

## Werke
- 1556 Lobeda: die Kanzel in der Lobedaer Peterskirche wird häufig Nikolaus Theiner zugeschrieben, obwohl ein fremdes Steinmetzzeichen eingeschlagen ist[1].  Auch spricht die Qualität der Ausführung für einen sehr erfahrenen Meister. Möglicherweise hat Theiner bei ihm als Geselle gearbeitet.
- 1562 Jena: Kamin im Fürstenkeller
- 1573 bis 1576 Bauausführung des Geraer Rathauses nach Plänen von Nikolaus Gromann; ebenda auch Steinmetzarbeit am Rathausportal mit zwei weiteren Steinmetzen
- 1571 Magdala,  Rathaus: Portal
- 1573/76 Weimar, Schloss
- 1581 Zottelstedt, Kirche:  Reliefs
- 1590/91 Weimar, Schloss
- 1594 Jena, Johannisfriedhof: Grabmal Schrot
- 1601 Bürgel, Stadtkirche: Portal
- 1610 Niederreißen, Kirche: Taufbecken
- 1610 Oßmannstedt, Kirche: Portal und Vorhalle
- 1611 Oßmannstedt, Kirche: Taufstein

Quellen: